# Діана фон Фюрстенберг
Діана Сімона Мішель Галфін (31 грудня 1946 , Брюссель ), відома як Діана фон Фюрстенберг — бельгійська модна дизайнерка, підприємиця, письменниця, видавчиня, філантропка, феміністка, світська особа, німецька принцеса. Авторка культової сукні з запахом (wrap dress). Її компанія Diane von Furstenberg (DvF) має філії в понад 70 країнах та представлена 45 окремими магазинами по всьому світу, а головний офіс компанії та провідний бутик розташовані в районі Meatpacking на Мангеттені.
З 2006 по 2019 рік обиралася головою Ради дизайнерів моди Америки (CFDA); у 2014 році внесена до списку 68 найвпливовіших жінок у світі за версією Forbes; а в 2015 році американським журналом Time включена до щорічного списку найвпливовіших людей у світі Time 100. У 2016 році отримала ступінь почесного доктора Нової школи. У 2019 році включена до Національної зали слави жінок США.

## Походження та навчання
Народилася 1946 року у Брюсселі, в родині євреїв. Її батько, уродженець Бессарабії Леон (Ліпа) Халфін, емігрував до Бельгії в 1929 році з Кишинева тодішнього Королівства Румунія (нині Молдова), а пізніше шукав притулку від нацистів у Швейцарії. Її матір'ю була Ліліан Нахміас, гречанка, родом із Салонік, яка пережила Голокост і спочатку була схоплена нацистами, будучи учасницею руху Опору під час Другої світової війни. За 18 місяців до народження Діани була ув'язненою концтабору Аушвіц. Фюрстенберг відзначає значний вплив матері на своє життя, котра навчила її, що «страх — це не варіант».
Фюрстенберг відвідувала школу-інтернат в Оксфордширі. Потім навчалася в Мадридському університеті перед тим, як перевестись до Женевського університету, щоб вивчати економіку. Потім переїхала до Парижа і працювала помічницею агента модного фотографа Альберта Коскі. Виїхала з Парижа до Італії, щоб навчатися у текстильного фабриканта Анджело Ферретті на його фабриці, де вивчила секрети крою, особливості кольорів та тканин. Саме тут вона розробила та виготовила свої перші сукні з шовкового трикотажу.

## Кар'єра і бренд

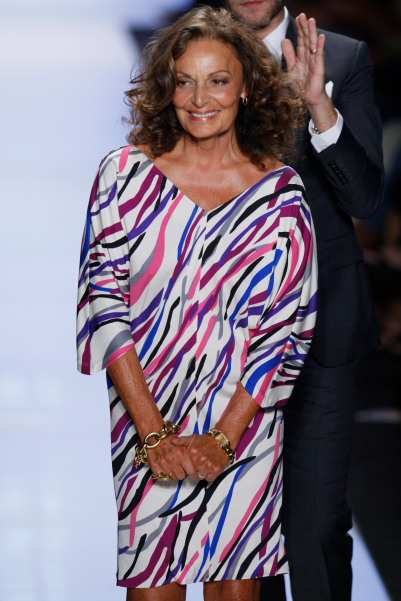
Фон Фюрстенберг на Нью-Йоркському тижні моди в 2008 році

В 1969 році одружилася з німецьким принцом Егоном фон Фюрстенбергом. Через рік після одруження Фюрстенберг почала розробляти жіночий одяг: «Як тільки я зрозуміла, що збираюся стати дружиною Егона, я вирішила зробити власну кар'єру. Я хотіла бути кимось значимим, а не просто маленькою дівчинкою, яка одружилася за межами своїх можливостей». Після розлучення у 1973 році Егон теж став модельєром. Після переїзду до Нью-Йорка Діана зустріла високопоставлену редакторку Vogue Діану Вріланд, яка визнала її дизайнерські роботи «абсолютно приголомшливими». Так ім'я Фюрстенберг увійшло до Календаря моди Тижня моди в Нью-Йорку, що сприяло створенню її бізнесу. Вона переїхала в маєток у Коннектикуті, який назвала Cloudwalk, і живе там відтоді.
У 1974 році Фюрстенберг представила вільну трикотажну сукню (джерсі), яка стала культовим предметом жіночої моди. Завдяки цьому її включили до колекції Інституту костюма Метрополітен-музею. Незабаром після запуску щотижня продавалося 25 000 таких суконь. За даними Forbes, до 1976 року було продано мільйон суконь. Після успіху сукні з запахом фон Фюрстенберг була зображена на обкладинці Newsweek у 1976 році. Стаття в журналі оголосила її «найпопулярнішою жінкою з часів Коко Шанель». Також Фюрстенберг запустила косметичну лінію і свій перший аромат «Тетяна», названий на честь доньки. The New York Times повідомляла, що до 1979 року річний обсяг роздрібних продажів компанії становив 150 мільйонів доларів (еквівалент 560 мільйонів доларів у цінах 2021 року).
У 1985 році фон Фюрстенберг переїхала до Парижа, де заснувала франкомовне видавництво Salvy. Вона започаткувала низку інших бізнесів, у тому числі лінію косметики та бізнес покупок для дому, який вона запустила в 1991 році. У 1992 році фон Фюрстенберг на QVC за перші дві години продала колекцію Silk Assets на сумі 1,2 мільйона доларів (еквівалентно 2.3 мільйона доларів у цінах 2021 роках). Вона пояснює, що успіх додав їй впевненості у розширенні своєї компанії.
У 1997 році Фюрстенберг перезапустила свою компанію та знову представила сукні з запахом, які набули популярності серед нового покоління жінок. Спочатку перезапуск був невдалим, але з призначенням Паули Саттер президенткою бренду він, здавалося, повернувся до свого розквіту середини 70-х. 
У 1998 році Фюрстенберг опублікувала свої ділові мемуари «Діана: знакове життя». У 2004 році представила колекцію вишуканих прикрас DVF by H. Stern, а також випустила шарфи та пляжний одяг. У 2006 році обрана президенткою Ради модних дизайнерів Америки, і цю посаду обіймає досі. У 2008 році Фюрстенберг отримала зірку на Алеї слави моди на Сьомій авеню.

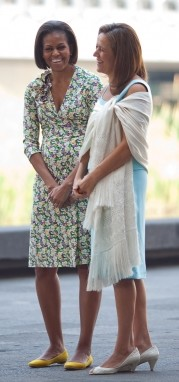
Перша леді США Мішель Обама в сукні з запахом Діани фон Фюрстенберг

У 2009 році перша леді США Мішель Обама одягла сукню з запахом із принтом DVF «Chain Link» на представленні широкому загалу офіційної різдвяної листівки Білого дому. Того ж року в Манежі, одному з найбільших публічних виставкових майданчиків Москви, відкрилася масштабна ретроспективна виставка «Діана фон Фюрстенберг: подорож сукні». Куратор Андре Леон Теллі привернув увагу ЗМІ. У 2010 році виставка подорожувала до Сан-Паулу; а в 2011 році відбулася в Pace Gallery в Пекіні.
У 2010 році Фюрстенберг нагороджена золотою медаллю на щорічній гала-церемонії вручення золотих медалей Іспанського інституту королеви Софії. У 2011 році DVF представила домашню колекцію та фірмовий аромат Diane.
У 2012 році фон Фюрстенберг випустила першу дитячу колекцію з GapKids і спільну джинсову колекцію з Current/Elliott.

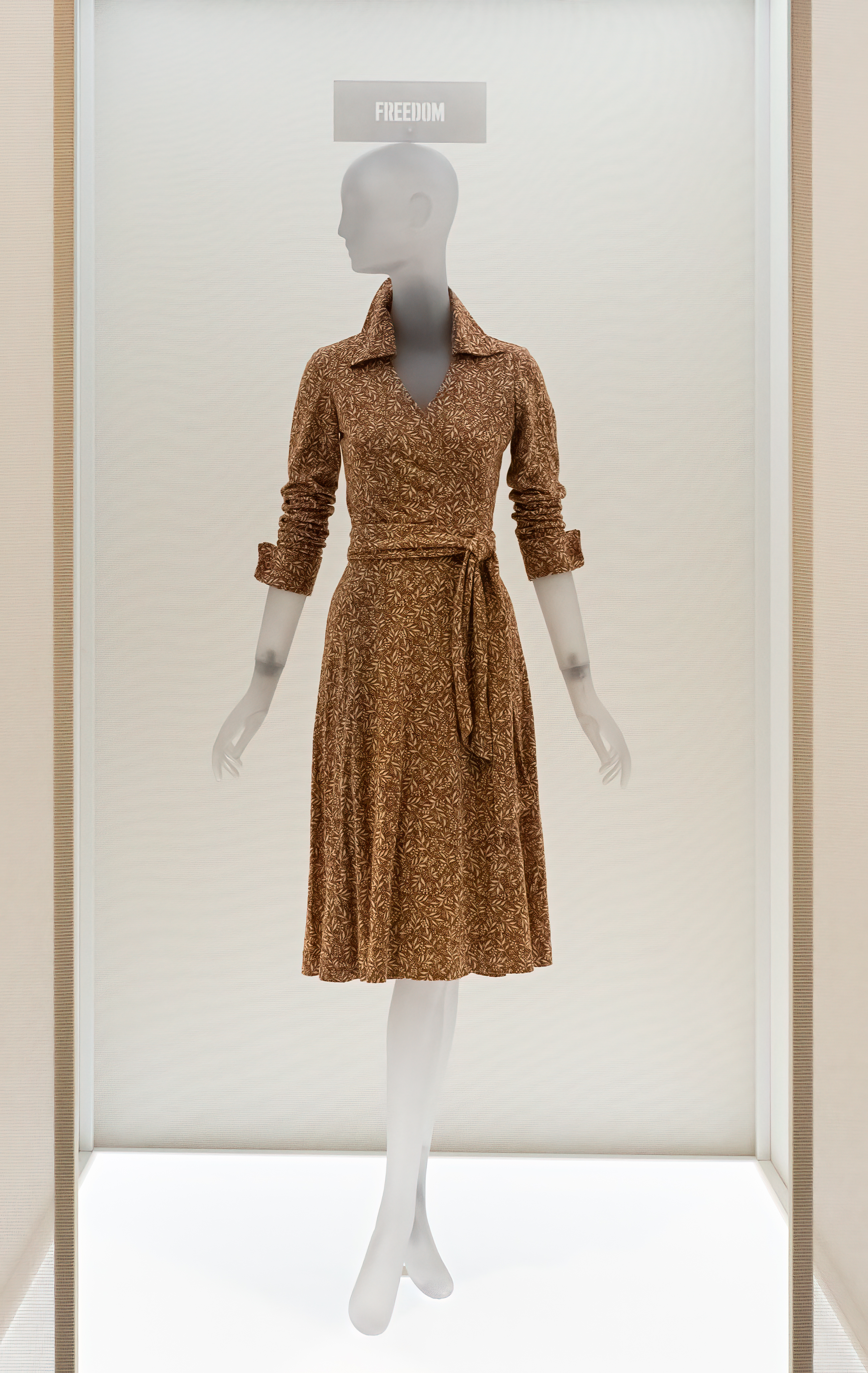
Сукня фон Фюрстенберг, розроблена в 1970-х, була частиною виставки музею мистецтва Метрополітен «В Америці: Лексикон моди»

Одяг фон Фюрстенберг носили такі знаменитості, як Кетрін, принцеса Вельська, Гвінет Пелтроу, Кейт Бекінсейл, Мадонна, Тіна Браун, Джессіка Альба, Сюзен Серендон, Пріянка Чопра, Дженніфер Лопес та Вітні Г'юстон. Уперше представили Google Glass на Тижні моди в Нью-Йорку якраз під час модного показу Фюрстенберг навесні 2013 року.
У 2014 році дизайнерка приєдналася до кампанії Ban Bossy як речниця, яка виступає за підвищення ролі дівчат у суспільстві. Діана фон Фюрстенберг також випустила свої другі мемуари «Жінки, якими я хотіла бути» — автобіографію, яка розповідає про її особисте життя та виховання.
У період з 2017 по 2019 рік бренд DVF втратив майже 80 мільйонів доларів США, що призвело до того, що в травні 2020 року в США було звільнено 75 % персоналу. До 2018 року продажі, які до рецесії 2008 року становили 300 мільйонів доларів, впали до 150 мільйонів доларів.
У 2018 році бренд заборонив використання мохеру після того, як організація Люди за етичне ставлення до тварин (PETA) продемонструвала, що працівники калічать і вбивають кіз для одержання пряжі. У майбутніх колекціях також заборонили все хутро, ангору та екзотичні шкіри.
У 2020 році DVF назавжди закрив 18 із 19 магазинів у США.

## Філантропія та фемінізм
Фюрстенберг очолює Фонд сім'ї Діллер — фон Фюрстенберг, який надає підтримку некомерційним організаціям у сфері розвитку громадянського суспільства, розвитку освіти, дотримання прав людини, підтримки мистецтва, охорони здоров'я та довкілля. У 2010 році фонд створив The DVF Awards, для щорічного вручення відзнак чотирьом жінкам-лідеркам руху за зростання ролі жінок у суспільстві. У 2011 році фонд виділив High Line 20 мільйонів доларів.
У 2006 році обрана очільницею Ради дизайнерів моди Америки (CFDA), після того, як у 2005 році отримала премію Андре Леона Теллі за видатні досягнення.
Фюрстенберг входить до складу правління Vital Voices, жіночої лідерської організації, і була однією із керівників проєкту мера Нью-Йорка Майкла Блумберга для вироблення принципів розвитку нью-йоркської індустрії моди у майбутньому, підготовленого Корпорацією економічного розвитку міста Нью-Йорк.
Однак у 2009 році Фюрстенберг підписала петицію на підтримку кінорежисера Романа Полянського, вимагаючи його звільнення після того, як того було заарештовано у Швейцарії у зв'язку з його справою про сексуальне насильство в 1977 році.
У 2016 році Фюрстенберг розробила сорочки для президентської кампанії Гілларі Клінтон.
У 2019 році Фюрстенберг запустила подкаст #InCharge ексклюзивно на стрімінг-сервісі Spotify для розширення реалізації прав та можливостей жінок. Гостями подкасту були Кріс Дженнер, Елейн Велтерот, Карлі Клосс, Пріянка Чопра, Мартін Ротблатт, Тео Ван Лін.
28 лютого 2020 року фон Фюрстенберг отримала орден Кавалера Почесного легіону за внесок у розвиток модної індустрії, жіноче лідерство та благодійність. Нагороду їй вручила Крістін Лагард, президентка Європейського центрального банку, під час церемонії в штаб-квартирі Міністерства Європи та закордонних справ на набережній д'Орсе.

## У масовій культурі
У 2014 році на Ovation TV показали документальний фільм The Fashion Fund про конкурс CFDA/Vogue Fashion Fund про Фюрстенберг разом з головною редакторкою американського Vogue Анною Вінтур.
У листопаді 2014 року в американській кабельній мережі E! стартував перший сезон реаліті-шоу House of DVF. Учасники шоу виконували різноманітні завдання та виклики, сподіваючись стати глобальним амбасадором бренду Fürstenberg. У вересні 2015 року розпочався другий (останній) сезон.

## Особисте життя

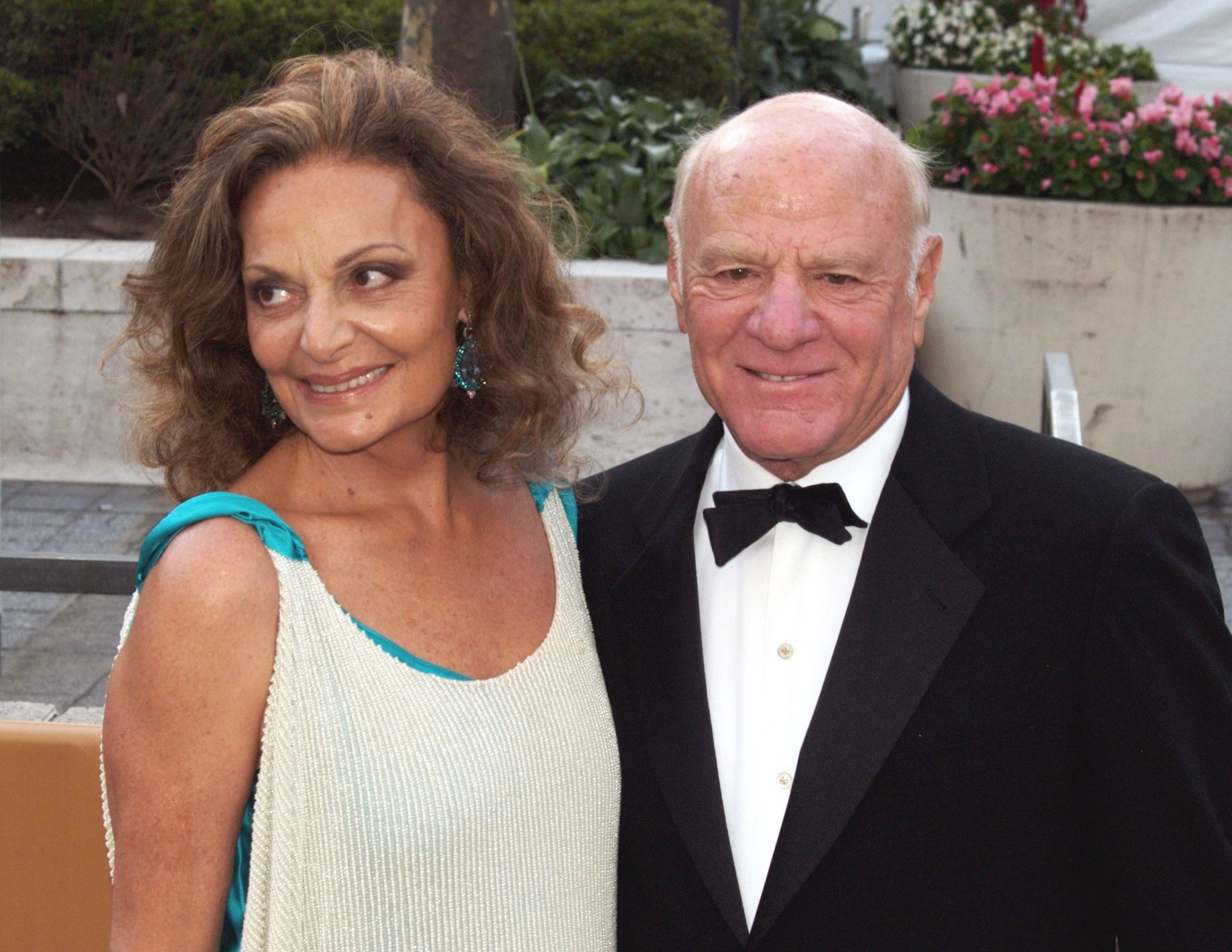
З чоловіком Баррі Діллером на прем'єрі в Метрополітен-опера, 2009

Навчаючись в університеті, 18-річна Діана Галфін познайомилася з принцом Егоном фон Фюрстенбергом, старшим сином принца Тасіло цу Фюрстенберга (1903—1987), німецького римо-католицького князя, і його першої дружини Клари Аньєллі, спадкоємиці італійської компанія-виробника автомобілів Fiat та представниці італійської знаті. Одружилася у 1969 році, народила доньку Тетяну.
Шлюб, хоч і був непопулярним у родині нареченого через єврейське походження нареченої, вважався династичним, і після одруження Діана стала Її Світлою Високістю Принцесою Діаною Фюрстенберг. Однак втратила титул після розриву в 1972 році та розлучення в 1983 році
У 2001 році одружилася з американським медіамагнатом Баррі Діллером.
Інформація про її походження була розкрита в епізоді «Fashion's Roots» (6-й сезон, 13 жовтня 2020 року) серіалу PBS Finding Your Roots.
Має п'ятьох онуків, у тому числі Таліту фон Фюрстенберг.

## Опубліковані праці
- Furstenberg, Diane von (1976). Diane Von Furstenberg's Book of Beauty: How to Become a More Attractive, Confident, and Sensual Woman. Simon & Schuster. ISBN 978-0671219048.
- Furstenberg, Diane von (1998). Diane: A Signature Life. Simon & Schuster. ISBN 978-0684843834.
- Furstenberg, Diane von (2014). The Woman I Wanted to Be. Simon & Schuster. ISBN 978-1451651546.
- Furstenberg, Diane von (2021). Own It: The Secret to Life. Phaidon Press. ISBN 978-1838662325.